# Diogo Santos
Diogo de Almeida Santos (sinh ngày 13 tháng 11 năm 1984 ở Vila Franca de Xira, Lisbon) là một cầu thủ bóng đá người Bồ Đào Nha thi đấu cho C.D. Santa Clara ở vị trí tiền vệ phòng ngự.